# Marko Roškar
Marko Roškar, slovenski nogometaš, * 21. oktober 1992, Murska Sobota.
Roškar je profesionalni nogometaš, ki igra na položaju branilca. Nazadnje je bil član avstrijskega kluba TSV Grafenstein. Pred tem je igral za slovenske klube NK Dravo Ptuj, Interblock, Triglav Kranj, Zavrč, NŠ Dravo Ptuj, Aluminij in Bravo ter avstrijska Hof bei Straden in  SVH Waldbach. Skupno je v prvi slovenski ligi odigral 60 tekem, v drugi slovenski ligi pa je odigral 105 tekem in dosegel en gol. Bil je tudi član slovenske reprezentance do 19, 20 in 21 let.